# Kanton Plancoët
Kanton Plancoët (fr. Canton de Plancoët) je francouzský kanton v departementu Côtes-d'Armor v regionu Bretaň. Tvoří ho devět obcí.

## Obce kantonu
- Bourseul
- Corseul
- Créhen
- Landébia
- Languenan
- Plancoët
- Pléven
- Pluduno
- Saint-Lormel